# Alla tiders dadda
Alla tiders dadda är en amerikansk film från 1948 i regi av Walter Lang. Filmen fick två uppföljare där Clifton Webb repriserade sin roll: Alla tiders primus (1949) och Alla tiders dadda i sitt esse (1951).

## Handling
Harry och Tacey King anställer efter viss tvekan den äldre mannen Lynn Belvedere som barnskötare åt deras tre söner.

## Rollista
- Robert Young - Harry King, advokat
- Maureen O'Hara - Tacey King
- Clifton Webb - Lynn Belvedere
- Richard Haydn - Clarence Appleton
- Louise Allbritton - Edna Philby
- Randy Stuart - Peggy
- Ed Begley - Horatio J. Hammond
- Larry Olsen - Larry King
- John Russell - Bill Philby, advokat
- Betty Lynn - Ginger